# ドナルド・ゴインズ
ドナルド・ゴインズ（Donald Goines , 1937年12月15日 - 1974年10月21日 ）はアメリカの小説家。

## 略歴
ミシガン州デトロイト生まれのアフリカ系アメリカ人。比較的裕福な家庭に生まれたが、家業を継ぐことを嫌い、10代で年齢を偽って軍隊に入隊。1952年-1955年の従軍中にヘロイン依存症となる。除隊後、クスリ代を稼ぐために始めたポン引き、強盗、密売などの悪事により、実刑判決を受ける。服役中に小説を書きはじめ、1970年の釈放後から本格的に執筆活動を始める。約5年間で16作品を世に送り出した(うち何作かはAI .C.Clark名義)。全作品の売り上げは世界で1000万部にのぼるとも言われる。2パック、ジェイ・Z、DMX、リュダクリスなどヒップホップのスターたちに影響を与えたブラック界のカリスマ的人物。1974年、妻とともに銃撃され、37歳で死亡。麻薬がらみのトラブルによるものとされているが、真相は不明。近年ではDMX主演ネバー・ダイ・アローン(2006年)という作品が映画化された。

## 作品
- Dopefiend (1971年)
- Whoreson (1972年)
- Black Gangster (1972年)
- Black Girl Lost (1973年)
- Street Players (1973年)
- White Man's Justice, Black Man's Grief (1973年)
- Daddy Cool (1974年)
- Eldorado Red (1974年)
- Swamp Man (1974年)
- Never Die Alone (1974年) - DMX主演で映画化
- Crime Partners (1974年)
- Cry Revenge (1974年)
- Death List (1974年)
- Kenyatta's Escape (1974年)
- Kenyatta's Last Hit (1975年)
- Inner City Hoodlum (1975年)

## 日本語訳
- ブラック･デトロイト　( 原題:「Whoreson」)　- 訳:東山彰良(2006年12月、ヴィレッジブックス)

## 影響を受けた人物
- 2パック
- ジェイ・Z
- DMX
- リュダクリス